# Cappella della Santissima Trinità alla Zisa

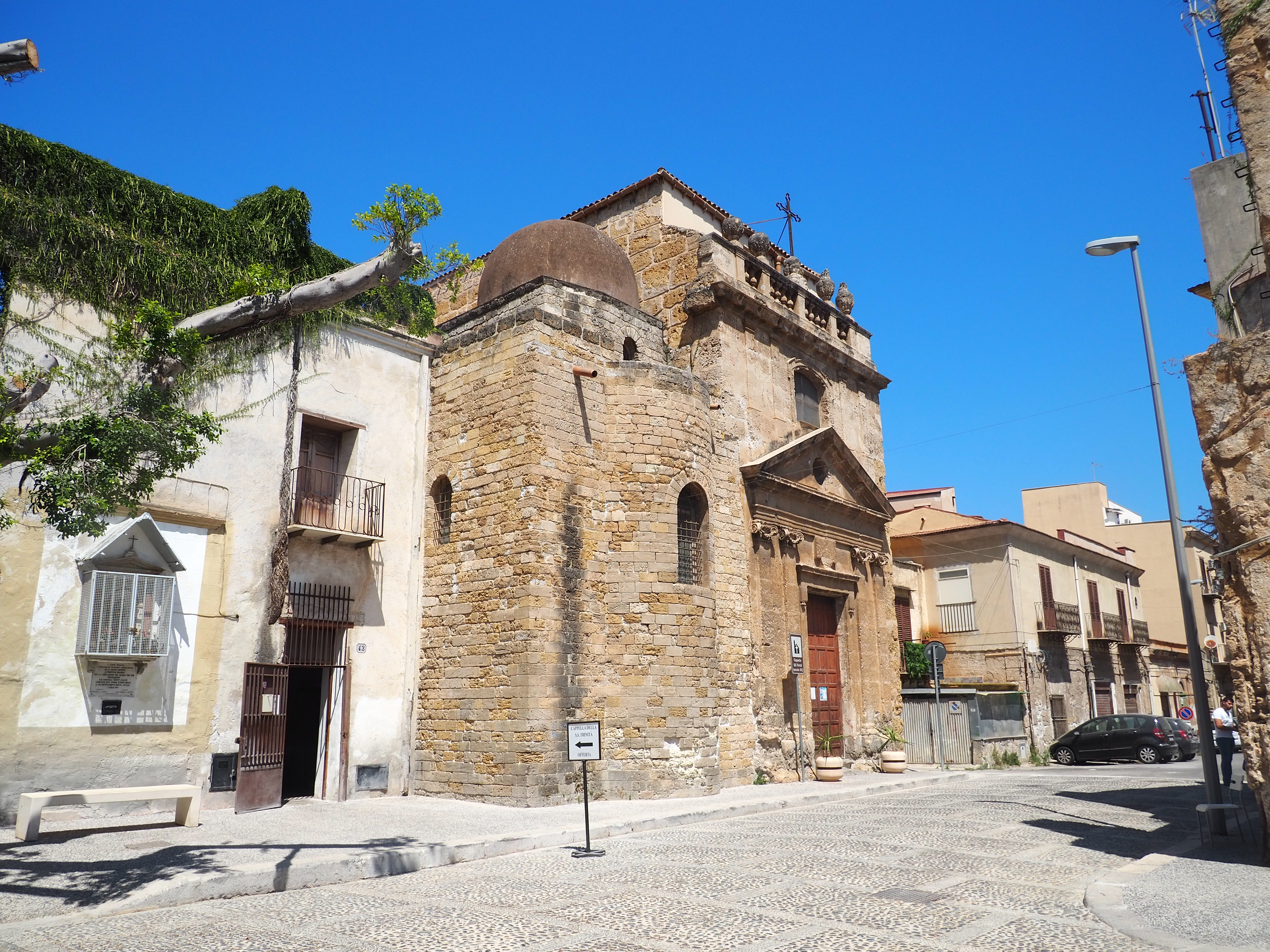
Cappella della Santissima Trinità alla Zisa mit Umgebung

Santissima Trinità alla Zisa ist ein normannisches Kirchengebäude in Palermo nördlich der Zisa.

## Geschichte
Das Gebäude ist vermutlich älter als die Zisa selber (zweite Hälfte des 12. Jahrhunderts) und basiert möglicherweise auf einem Refektorium eines byzantinischen Klosters, welches während der arabischen Herrschaft in eine Moschee umgewandelt wurde. Als Wilhelm I. beschloss auf dem benachbarten Gelände ein Lustschloss zu errichten, wurde aus der Moschee eine Kapelle.
Als Guglielmo Ventimiglia die Zisa als Seneschall verwaltete, benannte er die Kapelle in Santa Anna um, da diese Heilige die Schutzpatronin der Familie Ventimiglia war.

## Architektur
Der Bau ist einschiffig mit einer nach Westen zur Straße abschließenden Apsis. Ein Turm fehlt. Über dem Westteil des Baus ist eine Kuppel ähnlich derer auf San Giovanni degli Eremiti oder San Giovanni dei Lebbrosi aufgesetzt. Die Kuppel ist über einfache Muqarnas mit dem Bau verbunden.
In der Ostwand befinden sich im oberen Bereich zwei Fenster, hinter denen sich ein Raum befindet, von dem aus es den Besitzern der Zisa möglich war, dem Gottesdienst zu folgen, ohne sich unter die Gemeinde mischen zu müssen.
Neben der ehemaligen Kapelle der Zisa wurde in der ersten Hälfte des 18. Jahrhunderts eine Kirche gebaut, die Jesus, Maria und dem Heiligen Stephan gewidmet ist. Interessant ist, dass die neue Kirche ihre Apsis entgegen der alten Kapelle in Westausrichtung hat. Die neue Kirche bildete mit der ehemaligen Kapelle einen zusammenhängenden Komplex und der alte Teil wurde als Sakristei genutzt. Nachdem die Kapelle profaniert wurde, diente sie unter anderem der Gemeinde als Kinosaal.
1989 startete ein Projekt, das zum Ziel hatte die Zisa und ihr Umfeld zu erhalten. Hierbei wurde auch Santissima Trinita alla Zisa restauriert. Heute kümmert sich die Bruderschaft Maria Santissima Addolorata, Zisa um das Gebäude und informiert Touristen über dessen historischen Wert.

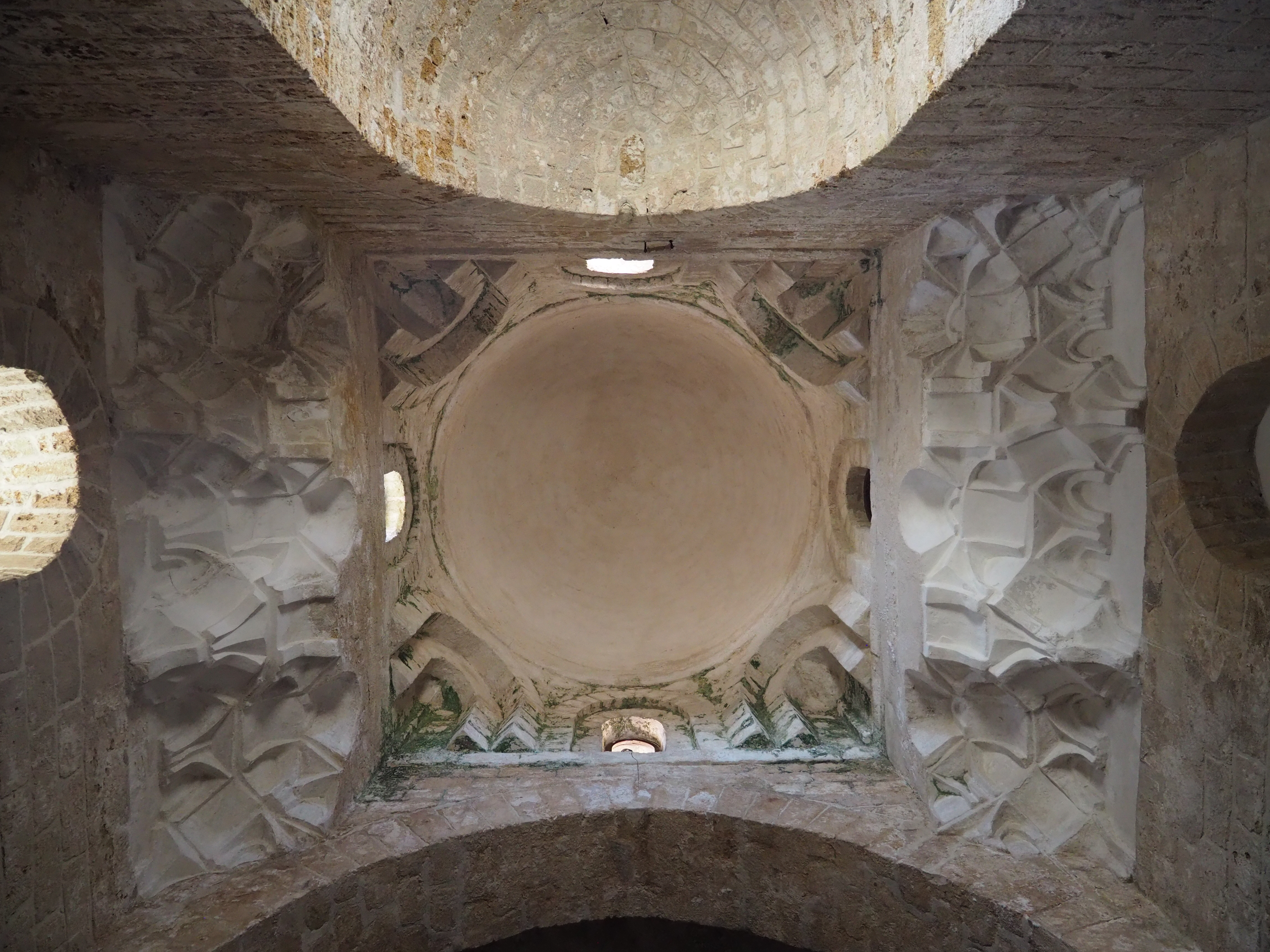
Ansicht der Kuppel mit Muqarnas

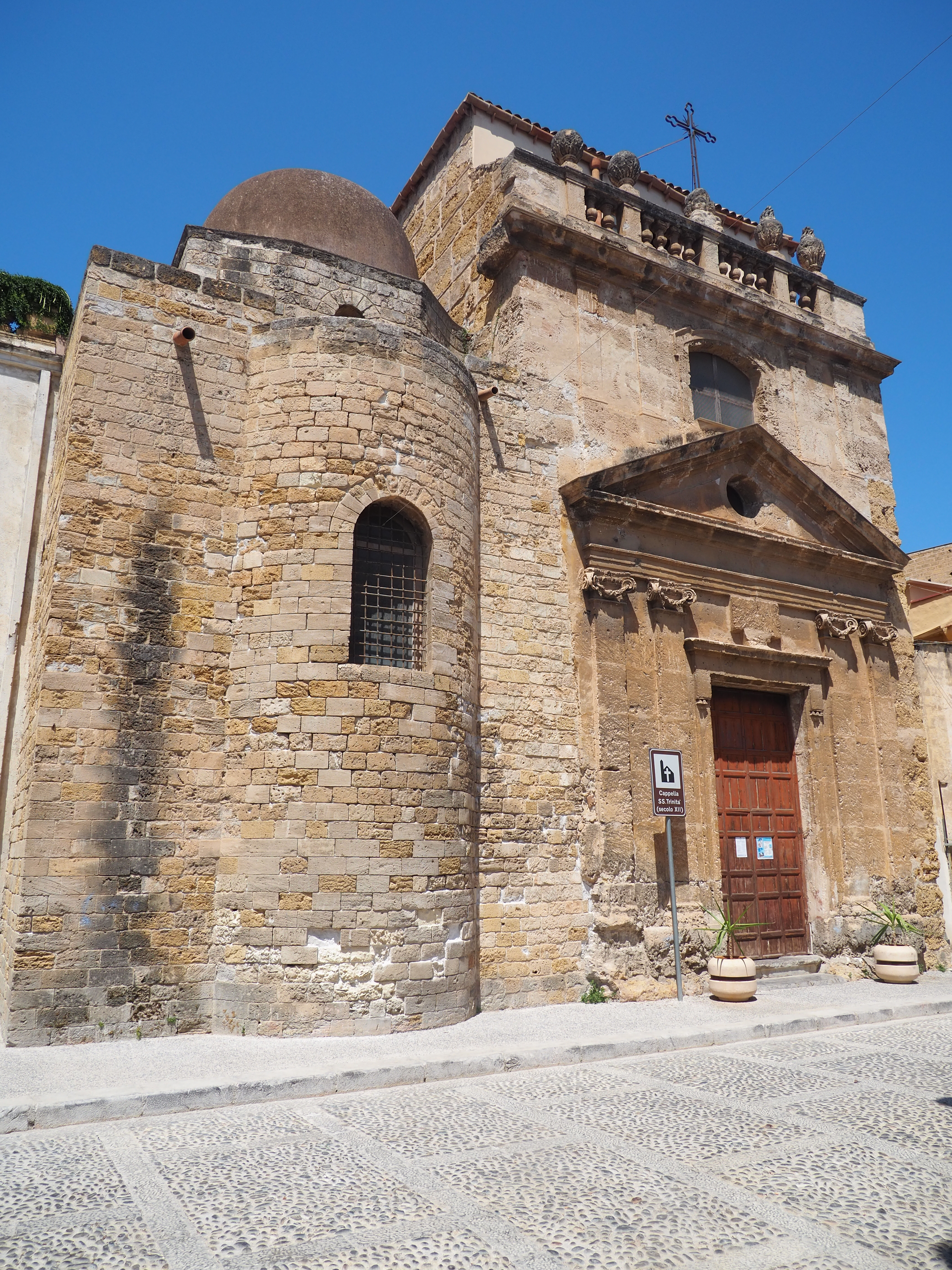
Ostfassade
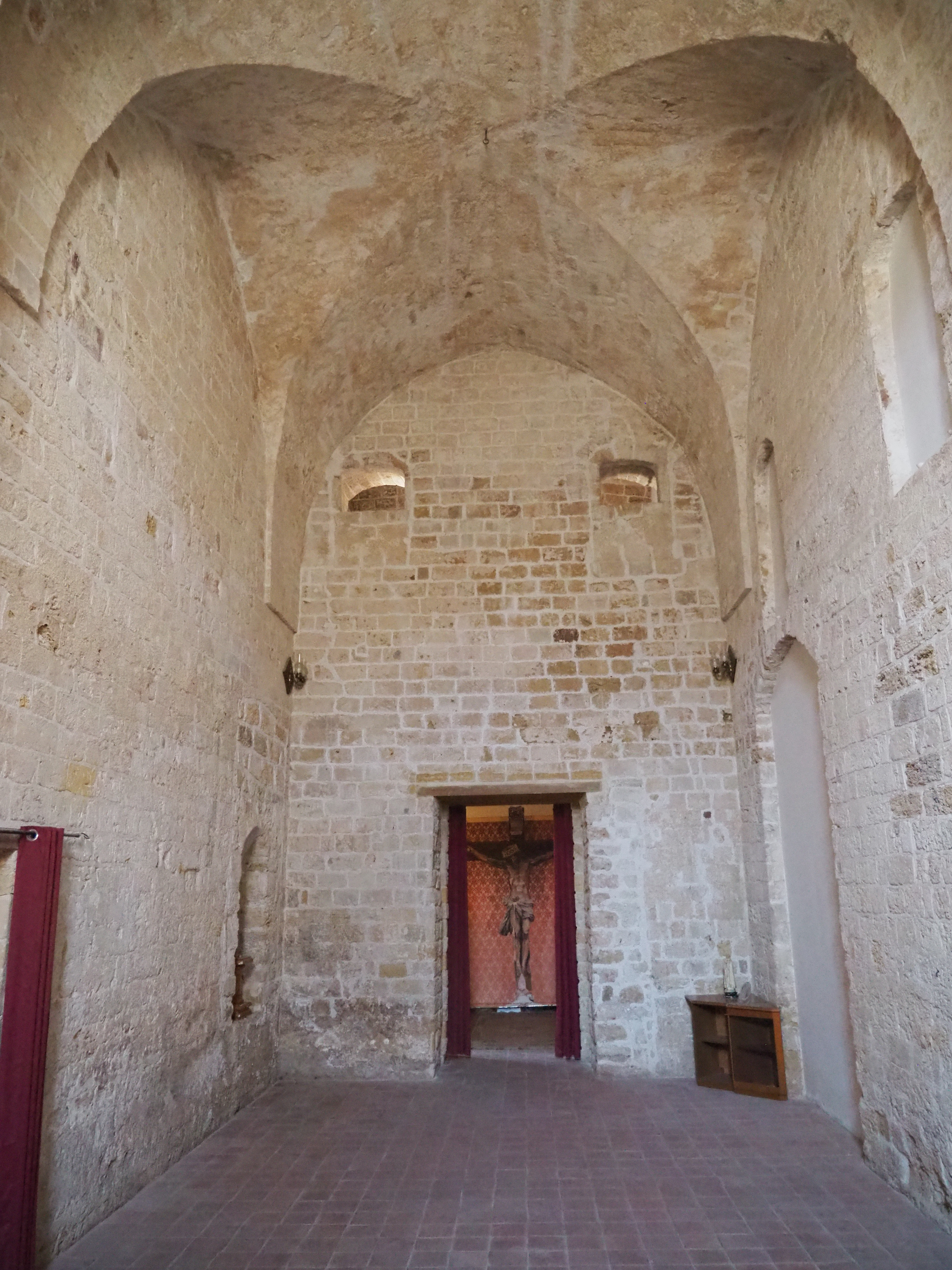
Westwand